# Tantilla vulcani
Tantilla vulcani är en ormart som beskrevs av Campbell 1998. Tantilla vulcani ingår i släktet Tantilla och familjen snokar. Inga underarter finns listade i Catalogue of Life.
Denna orm förekommer med två från varandra skilda populationer i sydvästra Mexiko (provinser Oaxaca och Chiapas) och Guatemala. Arten lever i kulliga områden mellan 500 och 700 meter över havet. Den vistas i fuktiga skogar och besöker ibland kaffeodlingar. Tantilla vulcani gräver i lövskiktet. Honor lägger ägg.
Beståndet hotas av skogarnas omvandling till odlingsmark. I utbredningsområdet ingår flera skyddszoner. IUCN listar arten som livskraftig (LC).